# Sdegno di Marte
Lo Sdegno di Marte (o anche Castigo di Cupido) è un dipinto olio su tela (175,3×130,6 cm) di Bartolomeo Manfredi, databile al 1613 e conservato presso l'Art Institute di Chicago.

## Storia
Le fonti storiche che raccontano le vicende legate al dipinto sono puntuali e ben documentate, rappresentate soprattutto da una serie di corrispondenze che intercorsero tra Giulio Mancini, a Roma, e il fratello Deifebo, a Siena.
Una prima lettera datata 22 febbraio 1613 racconta che i fratelli si accordano per fornire al cavaliere Agostino Chigi (1563-1639), rettore dello Spedale di Siena, probabilmente su sua richiesta, un bel quadro proveniente da Roma. La disquisizione tra i Mancini verse sull'ipotesi di far effettuare una copia dello Sdegno di Marte del Caravaggio (oggi non rintracciato), opera tra l'altro che, già in origine, era in procinto di entrare a far parte della collezione di Giulio, per poi virare invece nelle raccolte del cardinale e protettore del pittore lombardo, Francesco Maria Bourbon del Monte.
L'eventualità di effettuare una copia del dipinto del Merisi venne definitivamente scongiurata dallo stesso proprietario dell'opera, come si evince da una lettera successiva, datata 8 marzo 1613, dove tra le altre cose si fa per la prima volta il nome del Manfredi quale artista designato da Giulio per soddisfare la richiesta del cavaliere Chigi. Dalla stessa lettera emerge quindi il nome dell'artista ostianese a cui si sarebbe poi chiesto di eseguire una propria versione del soggetto mitologico, e quindi non una copia della versione del Caravaggio.
Le credenziali del Manfredi erano fortemente sponsorizzate dal Mancini, il quale riteneva l'artista essere un giovane di grandi aspettative che non avrebbe sfigurato sull'impresa, risultando anzi all'altezza del Merisi. L'opera che realizzerà il pittore sarà di fatto il primo e forse il maggior capolavoro del suo catalogo, eseguito intorno al 1613, in età ancora giovanile, con tempi lenti, com'era uso per l'artista, impiegando per il suo completamento circa sei mesi.
In una lettera del 12 ottobre Giulio Mancini scrive a Deifebo che il dipinto, costato 35 scudi, è completato e custodito presso la sua residenza. Nella stessa missiva lo definì: «ben riuscito e condotto con bellissimo colorito e invenzione». Seppur Giulio Mancini ritenne che la Venere fu realizzata con maggior svogliatezza e senza quell'impegno che invece fu dedicato alle altre due figure, l'opera gli piacque particolarmente al punto che questi invitò il fratello a tenersi per sé la tela qualora Agostino Chigi non l'avesse accettata, poiché fiutò in essa, ma più in generale nel pittore, le possibilità di fare buoni affari. Nelle varie corrispondenze tra i due fratelli non si fece mai riferimento al sentimento omoerotico che suscita la scena dipinta dal Manfredi, tuttavia probabilmente erano questi i motivi per i quali il Mancini si dimostrò dubbioso circa l'approvazione del dipinto da parte del committente.
La tela confluì comunque nella collezione Chigi, giacché venne acquistata a prezzo di costo (quindi per 35 scudi) da Agostino, anche se pare avesse dimostrato per la stessa solo un timido gradimento. Dopo circa quattro anni dalla sua realizzazione, il pittore venne, contrariamente a ciò che si pensava, relegato in seconda fila dal Mancini in quanto non soddisfatto dall'entusiasmo che palesò il Chigi per l'opera. Tuttavia ben presto tornò una rivalutazione del pittore, che intanto vide apprezzato e confermato il proprio talento sul panorama artistico romano.Giulio sollecitò quindi il fratello ad informare il cavaliere Agostino che ben presto il granduca di Toscana, Cosimo II de' Medici, si sarebbe recato nella città senese; a parer suo, infatti, questo approdo poteva essere un'utile occasione per vendere lo Sdegno di Marte a buon costo, valutato dal Mancini intorno ai 400 scudi, viste anche le stime delle opere del Manfredi che nel frattempo erano lievitate esponenzialmente, ancorché l'ammirazione che il granduca aveva per il pittore, del quale possedeva al tempo almeno già tre opere sue.
Il cavaliere tuttavia non vendette l'opera: nel 1776 una viaggiatrice inglese, Anne Miller, lo registra infatti presso la medesima raccolta, ma a Roma e non a Siena, con l'attribuzione al Caravaggio.  L'opera restò in collezione Chigi fino al 1937, fin quando non fu acquistata (sempre con l'errata assegnazione al Merisi) dal mercante e collezionista Armando Brasini. La paternità del dipinto fu ricondotta al Manfredi da Roberto Longhi nel 1943, che la vide in una collezione privata newyorkese. Nel 1947 la tela fu quindi donata dai legittimi proprietari al museo di Chicago, dov'è tuttora.

## Descrizione

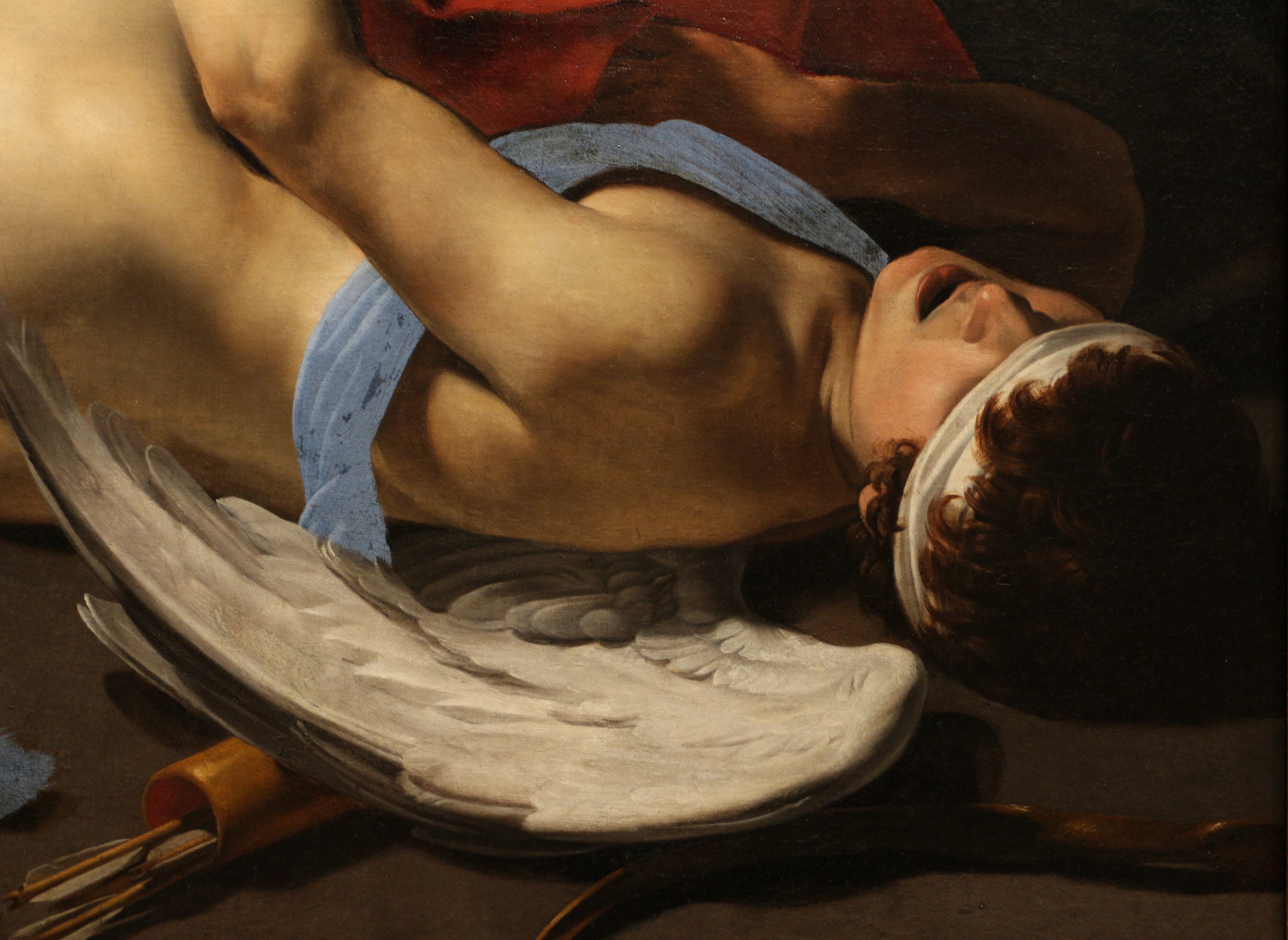
Particolare del Cupido

Il dipinto sembra essere un'invenzione tutta del Manfredi, quindi non una copia del soggetto ritratto dal Merisi per il cardinal del Monte. L'opera presenta un'inedita soluzione compositiva nelle figure disposte a triangolo e legate da movimenti agitati e concentrici, dove la Venere risulta essere un'aggiunta rispetto alla versione del Caravaggio: nell'opera manfrediana è infatti presente anche la dea assieme a Marte e Cupido, mentre in quella del Caravaggio si sa per certo che fossero presenti solo questi ultimi due personaggi. Inoltre il dipinto differisce dalla pittura caravaggesca anche per i colori accesi e smaltati, dai contrasti decisi, come nel particolare della fascia blu sul corpo di Cupido e nelle superfici levigate dei corpi.
La critica ha messo in evidenza sul piano stilistico il rimando del pugno girato nella figura di Marte che afferra il braccio di Cupido, che riprende quelle del Caravaggio nelle sue tele del Martirio di san Matteo per la cappella Contarelli o del Sacrificio di Isacco già in collezione Barberini e oggi agli Uffizi, quest'ultimo che sembra esser stato d'ispirazione anche nell'espressione della bocca che compie la "vittima". Anche il richiamo omoerotico della scena può avere sinologie con opere del Caravaggio, quali il Bacco, il San Giovanni Battista (1602) o l'Amor vincit omnia (1602-1603), ma anche con opere di seguaci, come le due versioni dell'Amor sacro e Amor profano di Giovanni Baglione (1602).
L'inserto di natura in posa è un altro elemento che contraddistingue le opere manfrediane e più in generali dei caravaggisti particolarmente attenti e dotati, dove Bartolomeo (così come ad esempio anche il contemporaneo Jusepe de Ribera) dimostra in tal senso di avere ben appreso la "lezione" del maestro lombardo. 
La donna che funge da modello per la Venere è, infine, la stessa di altre composizioni del Manfredi, come ad esempio l'impersonificazione dell'Estate nella scena dell'Allegoria delle quattro stagioni di Vienna, nella Carità romana degli Uffizi o anche nel Trionfo di David del Louvre.

## Galleria d'immagini

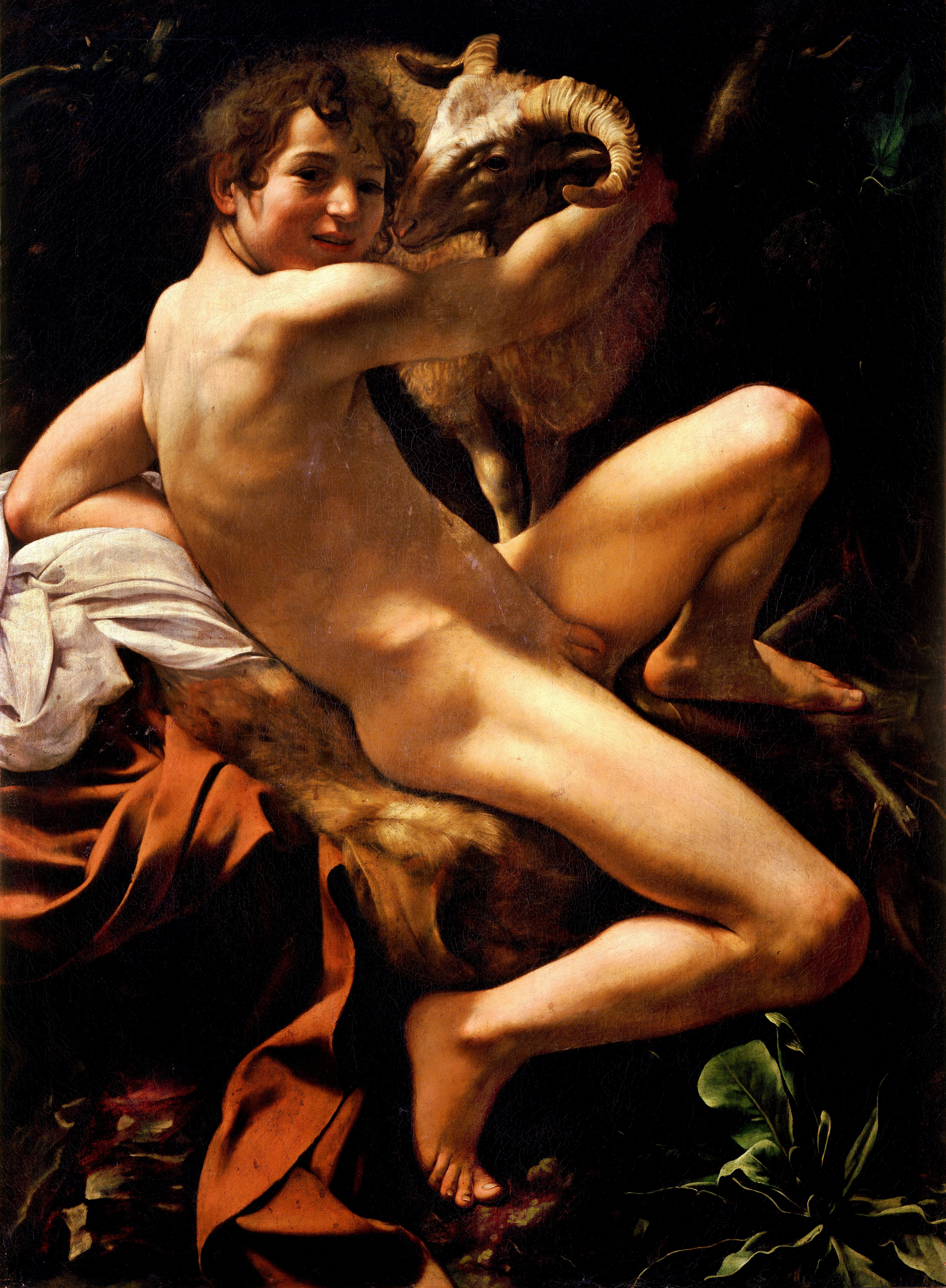
Caravaggio, San Giovanni Battista, 1602, (Roma)
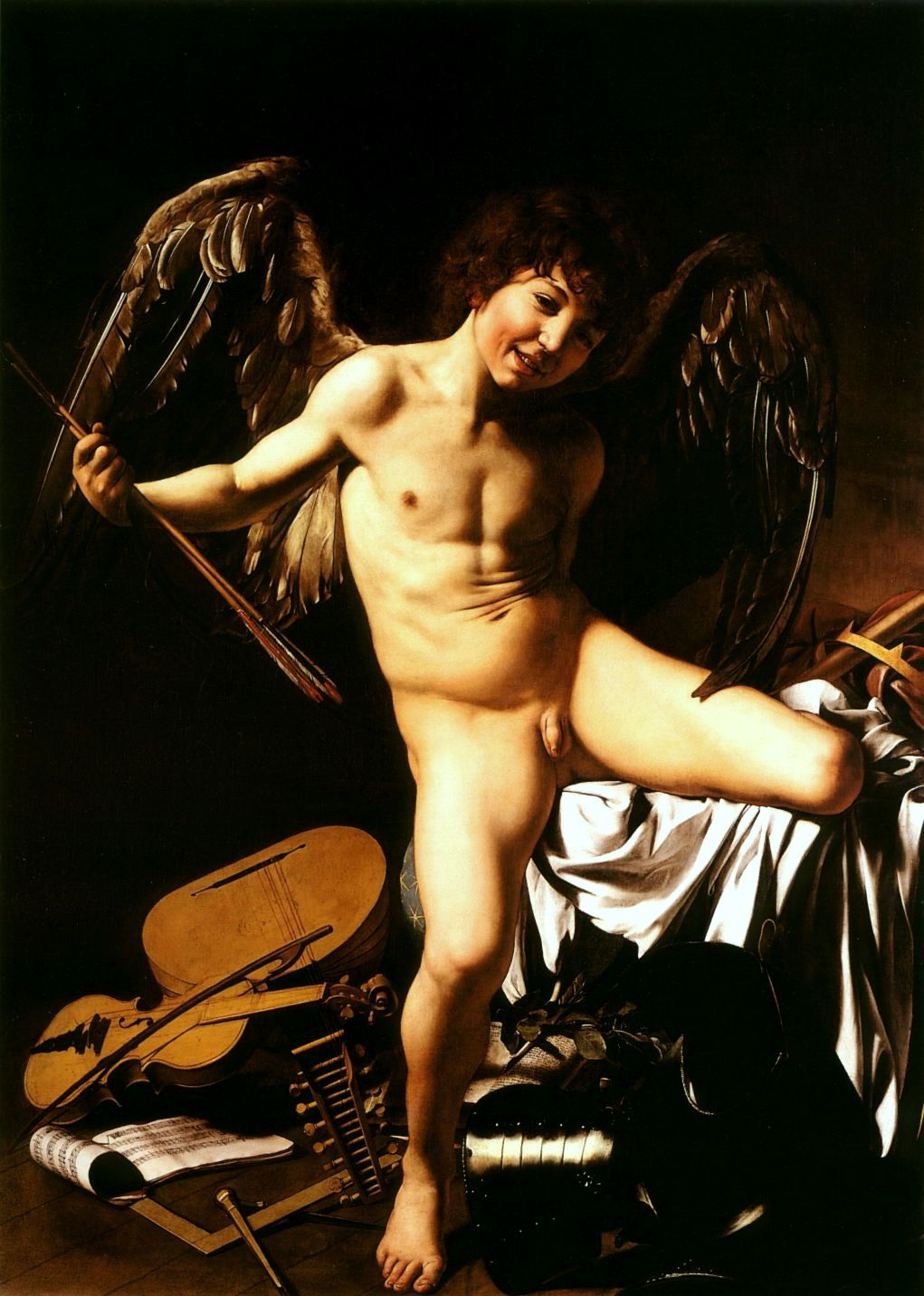
Caravaggio, Amor vincit omnia, 1602-1603, (Berlino)
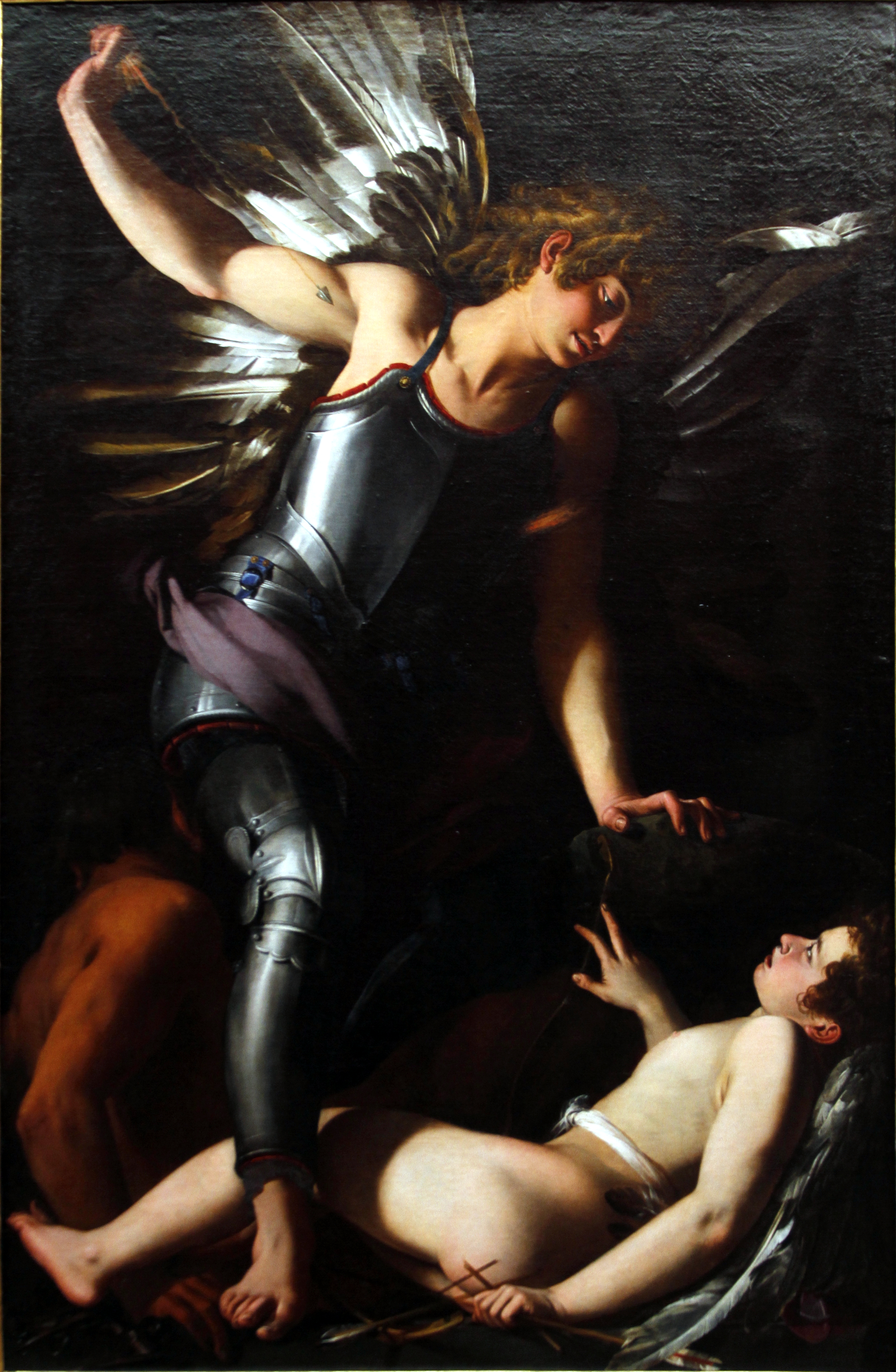
Giovanni Baglione, Amor sacro e Amor profano, 1602, (Berlino)
Giovanni Baglione, Amor sacro e Amor profano, 1602, (Roma)
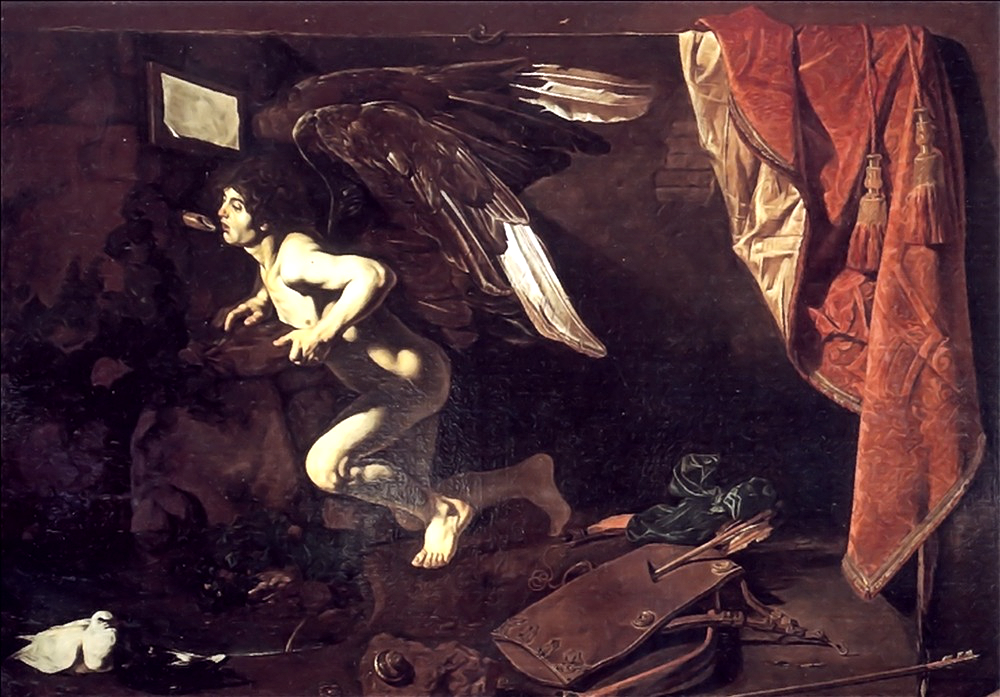
Cecco del Caravaggio, Amore alla fonte, 1610-1620, (collezione privata)